# Пришла и говорю (фильм)
«Пришла́ и говорю́» — фильм об одном из этапов творческого пути советской и российской певицы Аллы Пугачёвой; стал вторым кинофильмом в артистической карьере певицы после фильма «Женщина, которая поёт». Материалом этого киноревю стали выступления артистки во время гастрольных поездок и съёмок, репетиционная работа первой половины 1984—1985 годов. В картине звучат песни, большинство из которых стали хитами своего времени. Фильм вышел в прокат в конце июля 1985 года.
Согласно ежегодному конкурсу, проводимому журналом «Советский экран», «Пришла и говорю» была признана одной из худших советских кинокартин, вышедших в прокат в 1985 году. Фильм занял 140-е место из 141. 
Фильм был раскритикован в советской прессе. Однако по результатам опроса читателей газеты «Комсомольская правда» этот «безвкуснейший» фильм был признан лучшим фильмом года.

## История создания фильма

Алла Пугачёва во время исполнения песни «Канатоходка» (кадр из фильма)

Идея создания фильма возникла у руководства студии «Мосфильм» в 1983 году. В начале 1980-х годов музыкальные фильмы были очень популярны в СССР, и новый фильм с участием Аллы Пугачёвой, по замыслу, должен был принести финансовый успех. Поэтому в 1983 году певице предложили участие в одном из таких проектов. Однако сценарий, предложенный известным кинодраматургом, показался Пугачёвой неудачным, и тогда в качестве автора сценария был приглашён Илья Резник. В результате многочисленных обсуждений сценария будущего фильма — бесконечного перебора возможных вариантов — было решено, что это будет фильм-ревю.
Впервые черновой вариант сценария был представлен 24 февраля 1984 года. Фильму было дано рабочее название «Алла», и 15 апреля 1984 года после некоторых обсуждений и исправлений сценарий был принят и картина была запущена в производство.
Места и интерьеры во время съёмок фильма были довольно разнообразными: прежде всего на киностудии «Мосфильм», а также дома у певицы, во время концертов в спорткомплексе «Олимпийский» в июне 1984 года и Спортивно-концертном комплексе им. Ленина (Ленинград) в июле того же года, на концертах в Ереване на 75-тысячном стадионе «Раздан», в парке культуры и отдыха «Сокольники», в Театре на Юго-Западе Москвы, в гримёрке после концерта, в Финляндии. Съёмки были окончены в конце января 1985 года.
Согласно финансовым документам, бюджет фильма составил 388 тысяч 300 рублей, а количество зрителей, посмотревших фильм, составило 33 миллиона.

## В ролях
- Алла Пугачёва
- Евгений Болдин
- Людмила Дороднова
- Иван Лобанов
- Борис Моисеев — танцор (трио «Экспрессия»)
- Лари Хитана — танцовщица (трио «Экспрессия»)
- Людмила Чеснулявичуте — танцовщица (трио Экспрессия)
- Зинаида Пугачёва (Одегова)
- Тамара Кудряшова — пародистка, исполняющая роль Пугачёвой под песню «Всё могут короли» (отсутствует в титрах)
- Илья Резник — Отелло / испанец / режиссёр (аллюзия на Никиту Михалкова в песне «Только в кино») /  контрабасист («Терема») / гость («Святая ложь»)
- Д. Семёнова
- В. Трофимчук
- Х. Тальмар
- Валерия Цой
- Виктор Авилов — эпизод (отсутствует в титрах)
- Галина Левченко — эпизод (отсутствует в титрах)
- Николай Тагин — эпизод (отсутствует в титрах)
- Н. Кузнецов — эпизод (отсутствует в титрах)
- музыкальная группа «Рецитал»

А также:
- Артисты театра-студии мимики и жеста
- Артисты театра на Юго-Западе

## Песни в фильме
| №   | Название                                                        | Текст песни                             | Музыка         | Длительность |
| --- | --------------------------------------------------------------- | --------------------------------------- | -------------- | ------------ |
| 1.  | «Мне судьба такая выпала»                                       | Илья Резник                             | Алла Пугачёва  |              |
| 2.  | «Пришла и говорю»                                               | Белла Ахмадулина                        | Алла Пугачёва  |              |
| 3.  | «Только в кино»                                                 | Илья Резник                             | Алла Пугачёва  |              |
| 4.  | «Терема»                                                        | Борис Вахнюк                            | Алла Пугачёва  |              |
| 5.  | «Гонка»                                                         | Борис Баркас                            | Алла Пугачёва  |              |
| 6.  | «Всё могут короли» (Фрагмент, в кадре пародия на Аллу Пугачёву) | Леонид Дербенёв                         | Борис Рычков   |              |
| 7.  | «Канатоходка»                                                   | Илья Резник                             | Алла Пугачёва  |              |
| 8.  | «Кошки»                                                         | Алла Пугачёва                           | Алла Пугачёва  |              |
| 9.  | «Усталость»                                                     | Илья Резник                             | Алла Пугачёва  |              |
| 10. | «XX век»                                                        | Илья Резник, эпиграф Осипа Мандельштама | Игорь Николаев |              |
| 11. | «Самолёты улетают»                                              | Алла Пугачёва                           | Алла Пугачёва  |              |
| 12. | «Окраина»                                                       | Илья Резник                             | Алла Пугачёва  |              |
| 13. | «Святая ложь»                                                   | Диомид Костюрин                         | Алла Пугачёва  |              |
| 14. | «Иван Иваныч»                                                   | Илья Резник                             | Алла Пугачёва  |              |
| 15. | «Реченька» (Фрагмент)                                           | народные                                | народная       |              |
| 16. | «Мне судьба такая выпала»                                       | Илья Резник                             | Алла Пугачёва  |              |
| 17. | «Когда я уйду»                                                  | Илья Резник                             | Алла Пугачёва  |              |

Из 14 звучащих в фильме песен 7 вышли в одноимённом альбоме в 1987 году («Святая ложь», «Гонка», «Пришла и говорю», «Самолёты улетают», «Терема», «Окраина», «Когда я уйду»). Песни «Окраина» и «Канатоходка» входили в репертуар певицы до создания фильма, например прозвучали в телевизионной концертной программе «Новогодний аттракцион», а последняя издавалась на миньоне 1983 года. Композиция «Усталость» также появилась раньше фильма (включена в альбом 1982 года «Как тревожен этот путь», а также исполнялась в концертной программе «Монологи певицы»). Композиция «Когда я уйду» исполнялась на концертах ещё с 1979 года до концертной программы «Монологи певицы»: например, на концертах для гостей Олимпиады-80, скандальном выступлении на концерте, посвящённом Дню милиции 10 ноября 1980 года. Песня «Двадцатый век» исполнялась в декабре 1981 года на другую музыку (Раймонда Паулса) в концертной программе «У нас в гостях — маэстро». Песня «Терема» на другую музыку (Бориса Вахнюка) исполнялась Аллой Пугачёвой ещё в 1960-х годах, в начале творческой карьеры.

## Съёмочная группа
- Автор сценария — Илья Резник
- Режиссёр-постановщик — Наум Ардашников
- Оператор-постановщик — Николай Олоновский
- Композитор — Алла Пугачёва, а также Игорь Николаев (песня «Двадцатый век»)
- Художник-постановщик — Юрий Кладиенко
- Звукорежиссёры — Виктор Бабушкин, В. Ключников
- Режиссёр — Т. Тищенко
- Оператор — В. Сазонов
- Монтажёр — Татьяна Егорычева
- Художник по костюмам — Нина Крючкова
- Художник-гримёр — Ия Перминова
- Комбинированные съёмки:
  - Оператор — Б. Травкин
  - Художник — В. Гласс
- Редактор — Элла Корсунская
- Музыкальный редактор — Арсений Лаписов
- Директор фильма — Марк Шадур
- Музыкальное сопровождение — Группа «Рецитал» под управлением Руслана Горобца; Государственный симфонический оркестр кинематографии, дирижёр — Юрий Николаевский (в титрах ошибочно указан Руслан Горобец)
- Балетмейстер — Борис Моисеев
- Пантомима — А. Жеромский